# Mobvoi
Mobvoi es una compañía de inteligencia artificial que desarrolló reconocimiento de voz en chino y procesamiento de lenguaje natural, entre otras tecnologías.
Los miembros del núcleo del equipo incluyen ex-Googlers, expertos en IA, exempleados de Nokia, ingenieros e investigadores de universidades tales como Johns Hopkins, Harvard, MIT, Cambridge, y Tsinghua o empresas de Internet como Yahoo Beijing, Baidu, Tencent, etc. Más del 60% del equipo en Mobvoi son ingenieros. Desde los inicios, Mobvoi ha subido 5 rondas de financiación liderada por Sequoia Capital, Zhenfund, SIG, Perfect Optronics Ltd (listado HK), GoerTek (listado A-Share) y Google con el importe de recaudación total de 75 millones de dólares.

## Historia
Mobvoi fue fundada en octubre de 2012 por Zhifei Li. En mayo de 2013, Mobvoi lanzó su servicio de búsqueda de voz en la popular aplicación de mensajería, WeChat. En el año 2014, Mobvoi lanzó su aplicación de búsqueda de voz independiente llamó Chumenwenwen, que cubre más de 60 dominios verticales, proporcionando diversos tipos de información diaria.
En 2014, Mobvoi lanzó su propio sistema operativo basado en Android smartwatch, Ticwear OS 1.0. Mobvoi se asoció con Frog Design para liberar Ticwatch. En junio de 2015, Mobvoi lanzó Ticwatch en China con Ticwear 3.0. El Ticwatch se ha ubicado primero en ventas para smartwatches Android en China, el segundo para Apple Watch en plataformas como JD.com, Tmall, Suning, y Amazon. Ticwatch tiene más de  100,000 usuarios y 100 millones en ventas.
Wear OS formó una alianza estratégica con Mobvoi a colaborar con los esfuerzos para que Wear OS llegue a China. Moto 360 es el primer dispositivo Wear OS usado en China para realizar búsqueda de voz en chino y controles de voz desarrollados por Mobvoi. Mobvoi lanzó Tienda Mobvoi, que es socio oficial de Wear OS en China.
En el año 2016, Mobvoi lanzó Ticauto, un espejo IA habilitado para automóviles. CES de 2016 había presentado Ticauto y Ticmirror en la sección de innovaciones del campo de automoción.
En junio de 2016, Ticwatch 2 fue lanzado en la plataforma de financiación JD y vendió más de 12 millones de RMB dentro de 11 días. El 25 de julio de 2016, Mobvoi lanzó Ticwatch 2 Edición Global en Kickstarter. En Kickstarter consiguió su objetivo de 50,000 dólares en menos de diez minutos. La campaña generó más de 2 millones en soporte en menos de 29 días. En abril de 2017, según los informes, Mobvoi lanzó chatbot que puede comunicar con dispositivos inteligentes de inicio activado por voz.

## Productos

### Búsqueda por voz móvil Chumenwenwen
Chumenwenwen es una aplicación de asistencia de IA activado por voz disponible en dispositivos Android e iOS. Permite búsquedas en más de 60 campos verticales de interés. Proporciona a los usuarios capacidad de preguntar por direcciones, sugerencias de restaurante, noticias, información meteorológica, entre muchas otras opciones. En el año 2014, Chumenwenwen se convirtió en proveedor de servicios de voz oficial para usuarios de Wear OS en China.

### Ticauto
Ticauto es una aplicación de voz para el vehículo, integración de reconocimiento de voz, análisis semántico, buscadores verticales, TTS y otras tecnologías avanzadas para proporcionar navegación por voz, POI búsqueda, mensajería instantánea y entretenimiento a bordo.

### Ticmirror Y Ticeye
Ticmirror es un motor de voz robot integrado en el carro Mobvoi. Ticmirror permite a usuarios todo lo que pudieron con Ticauto y más con la adición de una pantalla táctil de 7.84 pulgadas que funciona con un espejo retrovisor. Tiene un lente de ángulo ancho de 160 grados de ángulo ancho lo que permite ser utilizado como una cámara de disparo de 1080p. Ticmirror es compatible con Ticeye, que es un avanzado sistema Controlador de Asistencia de Conductor Adelantado  (ADAS) permite advertencia de colisión frontal y avisos de salida de carril.

### Ticwatch y Ticwatch 2 Edición Global
Ticwatch es el primer intento de crear una pulsera inteligente impulsado por su sistema operativo de Ticwear OS de Mobvoi. Ticwatch es compatible con dispositivos Android y iOS. Puede ser utilizado como un rastreador fitness independiente y tiene GPS y chipsets sensor de ritmo cardíaco. Ticwatch fue introducido inicialmente para el mercado en China. Ticwatch 2 Edición Global fue lanzado más adelante para los usuarios globales en Kickstarter. La versión lanzada en China presenta una conexión de datos eSim. Esta característica es eliminada de la Edición Global debido a las complicaciones con los socios celulares. El Kickstarter levantó encima 2 millones de dólares en financiar.

### Ticwatch S & E
El Ticwatch S & E son el segundo intento de Mobvoi  de financiamiento cruzado de dispositivo pulsera inteligente en Kickstarter. Los dispositivos son accionados por el sistema operativo Wear OS 2.0 de Google en vez de Ticwear OS de Mobvoi, haciendo los primeros dispositivos modelos Wear OS. Kickstarter recaudó más de 3 millones de dólares con más de 19,000 partidarios.

### Ticwatch Pro
El TicWatch Pro Archivado el 7 de febrero de 2019 en Wayback Machine. fue liberado a mediados de 2018 corriendo Wear OS de Google. Cuenta con una pantalla de capas, mezcla una pantalla AMOLED y LCD para prolongar la duración de la batería. Tiene dos modos de operación. En "Modo Inteligente", la pantalla LCD está siempre cuándo se lleva y se activa AMOLED para regular el uso de WearOS. Esto debe que dar 2–5 días de duración de batería. En "Modo Esencial", Wear OS está apagado, y solamente el LCD está activo, sólo con hora, fecha, frecuencia cardíaca, pasos y exhibición de la batería. En este modo, se espera hasta 30 días de duración de la batería.
El reloj viene con NFC (soportando de Google Pay), GPS / AGPS, acelerómetro, giroscópio, sensor magnético, sensor de ritmo cardíaco PPG, sensor de luz ambiental y sensor de baja latencia. Está clasificado IP68 como resistencia al agua y polvo.

### Ticwatch C2
El Ticwatch C2 fue liberado en H2 2018.

### Ticwatch S2 and E2
El Ticwatch S2 y E2 se anunció para su lanzamiento en enero de 2019 en CES 2019. Fueron lanzados el 22 de enero de 2019. Los dos relojes son idénticos en todos los aspectos, excepto en el diseño, y el S2 es MIL-STD-810G de grado militar durabilidad certificada, mientras que el E2 no lo está.
Están impulsados por Snapdragon wear 2100, un SOC común en los relojes inteligentes Wear OS. Están hechos de plástico, tienen sensores de frecuencia cardíaca, baterías de 415 mAh y GPS integrado. Ejecutan Wear OS by Google, aunque se cree que vienen con algunas aplicaciones de Mobvoi preinstaladas, como TicHealth y Ticexercise. Tienen una pantalla OLED circular de 979 mm² / 1,39 pulgadas, con una resolución de 400 × 400 píxeles. Las correas son de liberación rápida estándar, por lo que se pueden cambiar por otras correas, incluidas las vendidas por Mobvoi. Ambos están certificados a 5 ATM de resistencia al agua, lo que significa que pueden soportar una profundidad de hasta 50 m bajo el agua y son aptos para la natación, aunque no para deportes acuáticos más intensos como el buceo. Tienen micrófono pero no altavoz. No tienen NFC para pagos sin contacto ni sensores de luz ambiental para brillo automático. Usan el mismo cargador magnético patentado por Mobvoi, que está diseñado para adaptarse exactamente a los relojes. Tienen 512 Mb de RAM y 4 Gb de almacenamiento (aunque el sistema operativo y las aplicaciones preinstaladas gastan mucho de eso).

### TicWatch Pro 3 GPS
El TicWatch Pro 3 GPS se lanzó en septiembre de 2020. Es el segundo reloj de la línea Pro de Mobvoi, siendo el TicWatch Pro (2020) el primero. Funciona con el sistema operativo Wear de Google, al igual que otros relojes inteligentes de Mobvoi.
En cuanto a las especificaciones, funciona con la plataforma Snapdragon Wear 4100 de Qualcomm, lo que lo convierte en el primer reloj Wear OS en utilizar los conjuntos de chips 4100. Utiliza una tecnología de pantalla dual, donde la pantalla principal es una pantalla AMOLED mientras que la segunda es una pantalla FSTN de baja potencia. La pantalla AMOLED de 1.4 "está protegida por Gorilla Glass 3 y viene con una clasificación de resistencia al agua IP68.
Las dimensiones de este reloj son 47 x 48 x 12,2 mm. Tiene unas correas de silicona reemplazables de 22 m. Contiene una capacidad mínima de batería de 577 mAh y una capacidad nominal de batería de 595 mAh.
El TicWatch Pro 3 GPS viene con 1 GB de RAM y 8 GB de almacenamiento (ROM). Los sensores incluyen el nivel de saturación de Blood O2, sensor de frecuencia cardíaca estático infrarrojo nocturno, acelerómetro, barómetro, giroscopio, sensor de luz ambiental y GPS.
Para este reloj inteligente, Mobovoi lanzó nuevas aplicaciones como TicHearing, TicZen, TicOxygen y TicBreathe, mientras que se actualizaron aplicaciones más antiguas como TicSleep, TicPulse y TicExercise.

## Gestión
La compañía está dirigida por su líder Zhifei Li, fundador y Director Ejecutivo, Yuanyuan Li, cofundador, y Mike Lei, Jefe de Tecnología. Zhifei y Mike son ex-Googlers anteriormente a cargo del equipo Traductor de Google y Búsquedas por Voz de Google. Yuanyuan fue parte del equipo directivo en MicroStrategy Inc. durante cuatro años.